# Fábrica Argentina de Aviones
La Fábrica Argentina de Aviones «Brigadier San Martín» S. A. (FAdeA) es una de las empresas del Ministerio de Defensa de la Nación. Es sucesora de la exfábrica Militar de Aviones (FMA) de la Fuerza Aérea Argentina, que fue privatizada en 1995 constituyendo LMAASA (Lockheed Martin Aircraft Argentina SA), y que regresó por re-estatización en 2009 bajo la denominación FAdeA.
Es una planta de aviones con sede en la Ciudad de Córdoba y que conforma junto con las unidades, institutos y organismos de la Guarnición Aérea Córdoba el corazón aeronáutico de la Nación.

## Historia

### Fábrica Militar de Aviones (1927-1995)
En 1927, el poder ejecutivo creó la Fábrica Militar de Aviones con la única función de fabricar aeronaves, en un contexto de industrialización creciente.
En los años cuarenta es creado el Instituto Aerotécnico (IA); y a fines de esta década, el ingeniero alemán Kurt Tank diseñó el I.Ae. 33 Pulqui II, primer avión de caza a reacción de fabricado por una nación latinoamericana.
En la década de 1950 la Fábrica Militar produjo para la Fuerza Aérea Argentina los aviones I.Ae. 35 Huanquero e IA-50 Guaraní II. Después cesó su producción hasta el inicio de la producción del avión de ataque FMA IA-58 Pucará, que entraría en acción en el Operativo Independencia de 1975 y la guerra de las Malvinas de 1982.
En 1951 se creó la Dirección General Técnica y la Dirección General de Fábricas, en el marco del proceso de industrialización que avanzaba por la época. En el mismo año nació la empresa «Industrias Aeronáuticas y Mecánicas del Estado» (IAME), enfocada en la fabricación de automóviles.
En 1955 la FMA ofreció a la Revolución Libertadora la fabricación de cien (100) aviones Pulqui II en un período de cinco años para reemplazar al caza I.Ae. 24 Calquín. La administración rechazó la propuesta argumentando urgencia en la sustitución de los Calquín. Al contrario, la Revolución compró a Estados Unidos un lote de F-86 Sabre excedentes de la guerra de Corea. Como efecto, la FMA perdió posibilidades de producción.
El 23 de enero de 1957 el Poder Ejecutivo creó la Dirección Nacional de Fabricaciones e Investigaciones Aeronáuticas (DINFIA). Esta nueva empresa estatal estaba constituida por ocho fábricas, entre las cuales la FMA era la principal.

### Reestatización

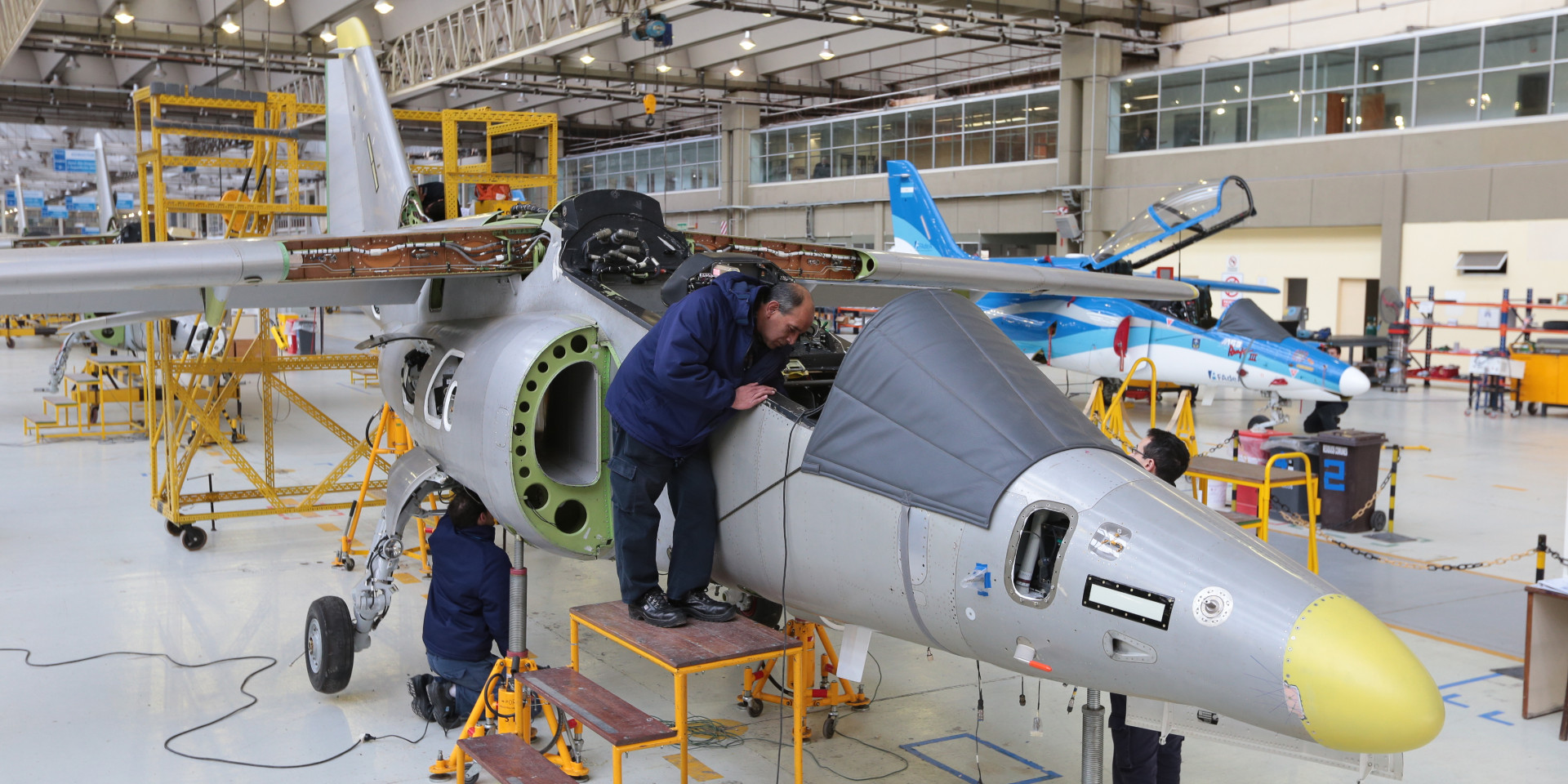
Línea de producción del IA-63 Pampa III.

En 2009, el Congreso autorizó al Poder Ejecutivo Nacional a comprar las acciones de Lockheed Martin Aircraft Argentina. Entonces, el Ministerio de Defensa compró el 99 % de las acciones, quedándose con el 1 % restante la Dirección General de Fabricaciones Militares. En total eran U$S 110 millones. Durante la primera etapa de su reestatización, la empresa estuvo dirigida por Raúl Argañaraz (2010-2013) y Matías Savoca (2013-2015).
En 2011, FAdeA suscribió un contrato con la brasileña Embraer, para la fabricación de seis componentes del transporte KC-390. En 2015, se realizó la primera entrega, consistente en tres de los seis componentes, destinada al primer prototipo del avión.
En 2016 asumió como presidente de FAdeA el empresario Ercole Felippa. La nueva gestión encargó una auditoría a la empresa Deloitte que determinó que pese a que la firma "no fabricó ningún avión en décadas", tuvo un déficit de 1.401 millones de pesos en 2015. La planta de personal se redujo en 700 personas. Para marzo de 2017, la fábrica había reducido su déficit en un 92,3 %. En agosto de ese año, concretó su primera exportación en 25 años, vendiendo dos aviones PA-25 Puelche por cerca de U$S 500 000. También, celebró un contrato con Airbus para la conservación de los aviones C-212 que sirven en el Ejército y la Prefectura Naval.
En noviembre de 2017, se designa a Antonio José Beltramone, como nuevo presidente.
En septiembre de 2018, FAdeA entregó a la FAA el primer C-130 Hercules modernizado en sus instalaciones y en diciembre la fábrica entregó tres Pampa III nuevos a la Fuerza Aérea. Entre 2019 y 2020, entregó otros tres.
En 2019, FAdeA efectuó un contrato con la empresa emiratí Etihad Engineering para llevar a cabo el mantenimiento de los aviones Airbus A320 y Boeing 737.
En 2020, con el cambio de administración, asumió la presidencia de la empresa la física Mirtha Iriondo. En febrero de ese año, fue certificada por la Agencia Nacional de Aviación Civil de Brasil para efectuar el mantenimiento de los aviones A320 de Brasil.
El Ministerio de Defensa celebró en junio un contrato con FAdeA para la modernización de un C-130H, la integración del sistema ISR en el IA-58 Pucará OVX-501 y el reemplazo de componentes en el IA-63 Pampa III. En agosto, el MINDEF y FAdeA anunciaron que planean producir el entrenador IA-100, con el nombre de «Malvina».

## Aviones producidos

### Bajo licencia
- Avro 504/Avro 504N Gosport (1928)
- Dewoitine D-21 C-1 (1929)
- Focke-Wulf FW44 "Stieglitz" (1937)
- Curtiss Hawk 75-0 (1940)
- Beechcraft Mentor B-45 (1957)
- Morane-Saulnier MS-760 "Paris" (1958)
- Cessna A-182 "Skylane" (1966)

### Desarrollo propio
- Ae.C.1 (1931)
- Ae.C.2 (1932) y su derivado Ae.M.E.1 (1933)
- Ae.T.1 (1933)
- Ae.M.O.1 (1934) (más tarde Ae.M.Oe.1)
- Ae.C.e (1934)
- Ae.M.Oe.2 (1934)
- Ae.C.3 (1934)
- Ae.M.B.1 / Ae.M.B.2 Bombi (1935)
- Ae. M.S.1 (1935)
- Ae.C.3.G (1936)
- Ae.C.4 (1936)
- I.Ae. 16 El Gaucho (1943)
- I.Ae.20 "El Boyero" (1940)
- F.M.A. 21 (1943)
- I.Ae. 22 "DL" (1944)
- I.Ae. 23 (1945)
- I.Ae. 24 Calquín (1946)
- I.Ae. 25 Mañque (1945)
- I.Ae. 27 "Pulqui I" (1947)
- I.Ae 28 Super Calquin
- I.Ae. 30 Ñancú (1948)
- I.Ae. 31 Colibrí (1947)
- I.Ae. 32 Chingolo (1949)
- I.Ae. 33 "Pulqui II" (1950)
- I.Ae. 34 Clen Antú (1949)
- I.Ae. 35 Huanquero (1953)
- I.Ae. 36 Cóndor (1950)
- I.Ae. 37 Interceptor (1953)
- I.Ae. 38 Naranjero (1960)
- I.Ae. 41 Urubú (1953)
- I.Ae. 44 "DL" II
- I.Ae. 45 Querandí (1957)
- I.Ae. 46 Ranquel (1958)
- I.Ae. Guaraní I (1961)
- I.A. 50 "Guaraní II" (1966)
- I.A. 51 Tehuelche (1963)
- I.A. 53 (1966)
- I.A. 58 "Pucará" (1969)
- I.A. 63 "Pampa" (1984
- I.A 66 "Pucara ll"
- I.A. 67 "Córdoba" (1980)
- I.A. 68 ATL (1980-1985)
- I.A. 70 "Vector" (1990)
- IA-100 (2016)
- IA-100b "Malvina" (2022)